# Università Politecnica di Bucarest
L'Università Politecnica di Bucarest (in romeno Universitatea Politehnica din Bucureşti) è un'università tecnica di Bucarest, in Romania. È stata fondata nel 1864 come Scuola di Ponti e Strade, Miniere e Architettura (in base alla scuola tecnica precedente di Gheorghe Lazăr, dal 1818), ed è stata rinominata Politecnico nel 1920.
Inoltre, è la più grande università tecnica del Paese, con 15 facoltà e circa 25.000 studenti.
Nel 2011 è stato classificato nella prima categoria della Romania, le università di ricerca e formazione avanzata.

## Storia

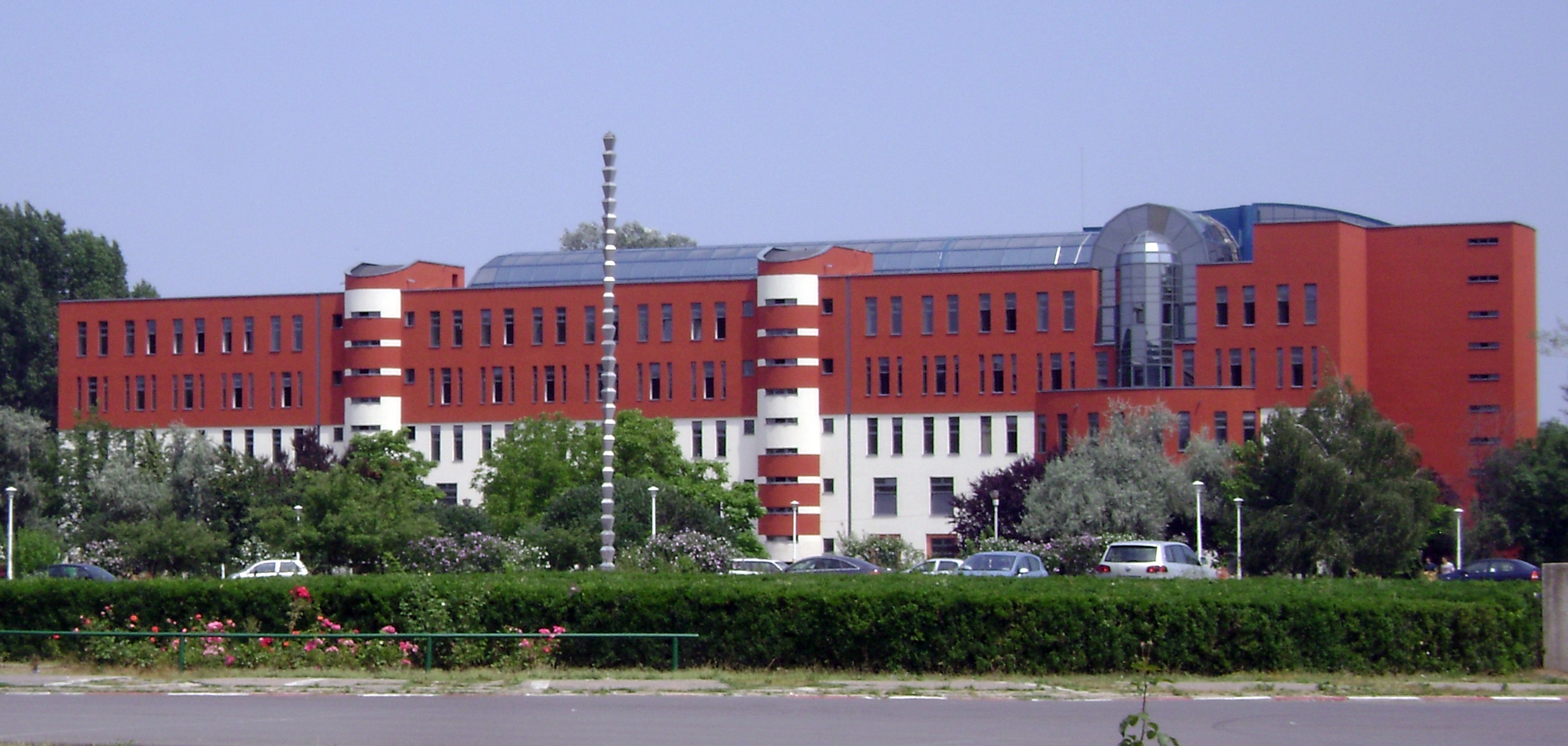
Biblioteca

L'Università Politecnica di Bucarest è una delle scuole più antiche e prestigiose di ingegneria in Romania. Le tradizioni sono legate alla creazione, nel 1818 da Gheorghe Lazăr che creò la scuola superiore tecnica con l'insegnamento nel monastero rumeno di San Sava a Bucarest, nel 1832 riorganizzò il Collegio di San Sava.
Il 1º ottobre 1864, è stata istituita la Scuola di Ponti e Strade, Miniere e Architettura, che il 30 ottobre 1867 diventa Scuola di Ponti, Strade e Studi di Miniere, della durata di cinque anni.
Sotto la guida di Gheorghe Duca, il 1º aprile 1881, l'istituto ottiene una nuova struttura come la Scuola Nazionale di ponti e strade, e il 10 giugno 1920 viene istituita la Scuola Politecnica di Bucarest, con quattro dipartimenti: Edilizia, Elettromeccanica, Miniere e Metallurgia, Chimica Industriale.
Dal novembre 1920 cambia il nome in Politecnico di Bucarest.
Il 3 agosto 1948 il Politecnico diventa Istituto Politecnico di Bucarest, che originariamente comprendeva quattro facoltà (meccanica, elettrica, ingegneria chimica e tessile) e dove, nel 1950, apparve la facoltà più attuale. Alcune sezioni degli ex politecnici sono stati convertiti in diversi istituti scolastici.
Sulla base della delibera del Senato nel novembre 1992 l'Istituto Politecnico di Bucarest è diventato Università Politecnica di Bucarest.

## Struttura organizzativa
Attualmente l'Università Politecnica di Bucarest ha 15 facoltà, 2 istituti tecnici, 9 dipartimenti e 56 cattedre.

### Facoltà
1. Facoltà di Ingegneria Elettrica
2. Facoltà di Energia
3. Facoltà di Automazione e Computer
4. Facoltà di Elettronica, Telecomunicazioni e Tecnologia Informatica
5. Facoltà di Ingegneria Meccanica e Meccatronica
6. Facoltà di Ingegneria e Gestione dei Sistemi Tecnologici
7. Facoltà di Biotecnica e Ingegneria dei Sistemi
8. Facoltà dei Trasporti di Bucarest
9. Facoltà di Ingegneria Aerospaziale
10. Facoltà di Scienza dei Materiali e Ingegneria
11. Facoltà di Chimica Applicata e Scienza dei Materiali
12. Facoltà di Insegnamento di Ingegneria in lingue straniere
13. Facoltà di Scienze Applicate
14. Facoltà di Ingegneria Medica Archiviato l'11 dicembre 2010 in Internet Archive.
15. Facoltà di Gestione Aziendale, Ingegneria, Business e Management Archiviato il 14 aprile 2012 in Internet Archive.

### Collegi
- Collegio Tecnico Universitario n. 1
- Collegio Tecnico Universitario n. 2